# Leucauge cordivittata
Leucauge cordivittata este o specie de păianjeni din genul Leucauge, familia Tetragnathidae, descrisă de Strand, 1911. Conform Catalogue of Life specia Leucauge cordivittata nu are subspecii cunoscute.